# Parantipathes larix
Parantipathes larix is een Antipathariasoort uit de familie van de Schizopathidae. De wetenschappelijke naam van de soort is voor het eerst geldig gepubliceerd in 1788 door Esper.